# おかざきみつき
おかざき みつきは、日本のイラストレーター・原画家。日本のゲームクリエイター（ゲーム原画家）、漫画家である。
愛知県知立市出身。漫画甲子園で有名な愛知県の強豪校、豊明高校の卒業生。

## 略歴
CIRCUS所属の原画家として活動していたが、その後スクウェア・エニックス所属のコンセプトアーティストとしてアートディレクションを手掛け、現在は「Tokyo 7th シスターズ」「D4DJ GroovyMix」のアートディレクターとして活動している。。
また、京都芸術大学の非常勤講師を兼任している。

## 概要
美少女ゲームブランドCIRCUSに所属していたスタッフであり、初期には主にグラフィック、背景美術を担当していた。原画家としてのデビュー作品は、PCゲーム『D.C.I.F. 〜ダ・カーポ〜 イノセントフィナーレ』の18禁移植版『ことり Love Ex P』。いつ頃退社したのか不明だが、その後スクウェア・エニックス所属のアートディレクターへと肩書きが変わっている。SQUARE ENIX（スクウェア・エニックス）では主にコンセプトアート制作、管理職としてマネジメント業務を行っていたとのこと。
＊CIRCUS作品では別ペンネーム（がちゃ先生）とクレジットされている。

## 経歴
学生時代に株式会社レベルファイブを含めたGFF（ジーエフエフ）、福岡ゲーム産業振興機構が主催する福岡ゲームコンテスト
、イラストパッケージ部門で入賞 し知名度を上げる。
CIRCUSのFC通信の紹介文より、大学時代に同人活動をしながら成人向け漫画連載や商業誌イラストを載せて活動していたところ、イベントで業界のプロデューサーにスカウトされ、後に美少女ゲームブランドCIRCUSに所属することになる。CIRCUS所属時代のPNは“がちゃ”先生。美少女ゲームの原画家としては、『D.C. 〜ダ・カーポ〜』シリーズ（サブキャラ、SDキャラ）『D.C.I.F. 〜ダ・カーポ〜 イノセントフィナーレ』がデビュー作になる。
CIRCUS作品以外ではおかざきみつき名義のクレジットとされている。
世界コスプレサミット愛知県代表ゲスト作家。世界コスプレサミット2014において、地元出身のクリエイター代表として岸田メル、あんど慶周、清原紘、草川為、鈴羅木かりん らとともにゲストとしてパンフレットにイラストを掲載、紹介されている。
2014年の時点ではSQUARE ENIX（スクウェア・エニックス) ホールディングスグループ在籍と表記されていた（いつごろCIRCUSからSQUARE ENIXへ転籍したかは不明）。
小学館主催の「萌え博コンテスト」受賞。

## 人物
- 『D.C. 〜ダ・カーポ〜』白河ことりの娘や、「水夏弐律」の名無し等、幼女キャラの原画を手がけることが多い。
- CIRCUS所属時代、美少女ゲーム『D.C. 〜ダ・カーポ〜』シリーズ作品の開発に携わる。『D.C.III 〜ダ・カーポIII〜』まで参加されていた[7]。
- 『D.C. 〜ダ・カーポ〜』シリーズ10周年の記念ロゴデザインを担当、記念メダルが配られた。
- 同人サークルはコミケで壁に配置されるなどサークルとして大手だった。
- pixiv主催の「PIXIVフェスタ」の第1回でスペシャルサンクスとして公参加されている。
- バンド『No Life Negotiator』のデザイン担当

個人同人サークル「黒猫社」を主宰。ただし、即売会などでの活動頻度は少ない。

## 主な商業作品

### イラスト ・キャラクターデザイン
- 『Re:ゼロから始める異世界生活』Art Fan Book 2020 春
- Donuts 「Tokyo 7th シスターズ」　t7s 公式スタッフ本 Vol.2 -OMOIDE IN MY HANDS-
- SGF「ヘルプ!!!恋が丘学園おたすけ部 」カードイラスト　原画、キャラクターデザイン
- 藤商事「CRA　ヘルプ!!!恋が丘学園おたすけ部 」カードイラスト　原画、キャラクターデザイン
- 『世界コスプレサミット2020』
- 工画堂　「工画堂10周年記念アートブック」
- Pixiv　「第一回Pixivフェスタ」公式企画pixivhistoryイラスト
- Pixiv　QuarterlyPixiv Vol１１　冬企画イラスト
- 「パズル＆ドラゴンズ」 ファミ通AppAndroid 007号　戦乙女ヴァルキリー　ゲストイラスト
- スクウェア・エニックス×GMO「アーマトゥスの騎士」　カードイラスト
- 株式会社ダンクハーツ　「ウエポンガールズ」　カードイラスト
- 極東ブレイド　　「櫻華堕つ」　デザイン
- 「萌え少女道草倶楽部」（株式会社A-TEAM）原画、キャラクターデザイン
- 「萌えスロ」（株式会社A-TEAM）キャラクター、グラフィックデザイン
- 「無限のファンタジア」（トミーウォーカー）イラストマスター
- 「D.C.IFことり Love Ex P」（白河ことりの姪のキャラクターデザイン、原画）
- 「水夏弐律(紅葉篇　名無し他サブキャラ（キャラデザ、原画）
- 「サクラサク「D.C.III 〜ダ・カーポIII〜」＋水夏弐律(応援BOX〜風見学園入学セット〜 」サブ、モブキャラ（キャラデザ、サブ原画）
- 「アートクリップ」イラスト販売
- アニメ「Rio RainbowGate!」ニコニコ放送版#13 ENDカードイラスト
- もえ☆スタ
- マジキュー
- ことり Love Ex P
- あるぴじ学園
- テレビアニメ『C3 -シーキューブ-』のDVD特典冊子
- ねこねこソフト「ゆきいろ」（ゲスト参加)
- フジテレビ系列土曜プレミアムドラマ「サマヨイザクラ」（劇中絵）
- SGF「聖痕のアルカナ」カードイラスト　原画、キャラクターデザイン

### ゲーム
- スマホアプリ　『D4DJ Groovy Mix』ブシロード
- スマホアプリ　『Tokyo 7th シスターズ』Donuts
- PSPソフト「D.C. Girl's Symphony 〜ダ・カーポ〜 ガールズシンフォニー」オトメイト、サンクチュアリ
- PSPソフト「雅恋 〜MIYAKO〜」オトメイト、サンクチュアリ
- PSPソフト「D.C.I&II P.S.P. 〜ダ・カーポI&II〜 プラスシチュエーション ポータブル」CIRCUS 角川書店
- D.C.II Fall in Love 〜ダ・カーポII〜 フォーリンラブ
- あるぴじ学園
- A.G.II.D.C. 〜あるぴじ学園2.0 サーカス史上最大の危機!?〜
- けい☆てん
- T.P.さくら
- D.C. Dream X'mas（SD原画、マスコット担当）
- 水夏弐律
- D.C.III 〜ダ・カーポIII〜
- 支倉凍砂「spicy-tails」（一部背景、彩色）
- A1C「はっぴぃふぁくとりー」（グラフィックチーフ）
- ねこねこソフト「ゆきいろCIRCUSゲストイラスト」
- Whirlpool「涼風のメルト -Where wishes are drawn to each other-
- Key「Rewrite」（一部彩色）
- 戯画「シュクレ」（一部背景）
- Visualarts:frill「学園退魔! ホーリー×モーリー」
- チュアブルソフト「ラブらブライド」
- SGF「聖痕のアルカナ」カードイラスト
- SGF「ヘルプ!!!恋が丘学園おたすけ部 」イラスト　キャラクターデザイン
- 藤商事「CRA　ヘルプ!!!恋が丘学園おたすけ部 」イラスト　キャラクターデザイン
- PETIT　CATTY　「ファームプリンス～君と育む野菜と恋～」　キャラクターデザイン　イラスト
- スクウェア・エニックス　「ファイナルファンタジー」シリーズ

### アニメ
- テレビアニメ『Rio RainbowGate!』最終回のENDカード[8]。
- テレビアニメ『C3-シーキューブ-』DVD特典冊子ゲスト作家

## 漫画その他作品
- 雑誌『E☆2』（発行：メディエイション 発売：飛鳥新社）
- 雑誌『コンプティーク』
- 雑誌『萌えスタ』
- 雑誌『電撃萌王』
- 雑誌『Push!』
- 雑誌『マジキュー』
- Piaキャロットへようこそ!!3アンソロジーコミック
- アイドルマスターアンソロジーコミック
- No Life Negotiator(ロゴデザイン)
- 世界コスプレサミット公式おもてなし応援サポーター作家
- 『Re:ゼロから始める異世界生活』Art Fan Book 2020 春

## 受賞歴
- 福岡ゲーム産業振興機構GFFゲームコンテスト 入賞
- 小学館ドリームトライブ萌え博コンテスト 入賞